# مجلس الدولة (روسيا)
مجلس الدولة (بالروسية: Государственный Совет) هو هيئة استشارية لرئيس الدولة الروسية، ويتعامل مع القضايا ذات الأهمية القصوى للدولة ككل.نشَأَ المجلس بموجب مرسوم أصدره الرئيس الروسي فلاديمير بوتين في الأول من سبتمبر عام 2000.

## تاريخ
مجلس الدولة الحالي هو الثالث في تاريخ روسيا. وهو خليفة مجلس الدولة تحت رئاسة رئيس جمهورية روسيا الاتحادية الاشتراكية السوفياتية (1991) ومجلس الإمبراطورية الروسية (1810-1917).
وقع الرئيس مرسوم تشكيل مجلس الدولة على أساس المادتين 80 و85 من الدستور والقانون الاتحادي الذي إقر حديثًا "بشأن إجراءات تشكيل مجلس الاتحاد للجمعية الفيدرالية للاتحاد الروسي". وقام الرئيس بتشكيل مجلس الدولة من أجل تسخير إمكانات القادة الإقليميين. ومن خلال القيام بذلك، أخذ في الاعتبار طلبات ومقترحات مجلس الاتحاد ومجلس أعلى (تشريعي) الجمعية الاتحادية الروسية ونواب مجلس الدوما.
بصفته هيئة استشارية، يساعد مجلس الدولة الرئيس في أداء واجباته لضمان الأداء المنسق والتفاعل بين مختلف كيانات روسيا الاتحادية. رئيس مجلس الدولة هو رئيس روسيا. وبناء على أمره، أصبح القائم بأعمال أمين مجلس الدولة حاليا أحد مساعدي الرئيس ألكسندر س. أبراموف.
تتولى مديرية الشؤون الداخلية الرئاسية مسؤولية الدعم الإداري لمجلس الدولة.
يتكون المجلس من القادة (المحافظين والرؤساء) للكيانات الفيدرالية في روسيا. ويجوز تعيين أشخاص آخرين في المجلس حسب تقدير الرئيس.
وفي الثاني من سبتمبر عام 2000، أنشأ الرئيس بوتين هيئة رئاسة مجلس الدولة، والتي تتمثل مهمتها في الإعداد لجلسات مجلس الدولة. تتألف هيئة الرئاسة من زعماء سبعة أقاليم تأسيسية تمثل كل مقاطعة من المقاطعات الفيدرالية السبع. ويتناوب أعضاء هيئة الرئاسة كل ستة أشهر، على النحو المنصوص عليه في لوائح مجلس الدولة والمرسوم الرئاسي بشأن هيئة رئاسة المجلس.
وينظر مجلس الدولة في القضايا ذات الأهمية الخاصة للدولة، مثل تطوير المؤسسات الحكومية، والإصلاحات الاقتصادية والاجتماعية وغيرها من الأمور التي تؤثر على الجمهور ككل. وتعد الدورات الوسيلة الرئيسية لعمل مجلس الدولة، وتعقد أربع مرات في السنة دون جدول زمني صارم. تركز كل جلسة على قضية واحدة. وجلسة مجلس الدولة، تجتمع هيئة الرئاسة لمناقشة قضية اليوم التالي.
كما أصبح من الممارسات المقبولة مناقشة بعض القضايا في جلسات مشتركة لهيئة رئاسة مجلس الدولة ومجلس الأمن، وأحيانًا بمشاركة هيئات استشارية رئاسية أخرى.